# Ilse Dosoudil
Ilse Dosoudil (* 8. September 1941 in Wien) ist eine österreichische Bibliothekarin und war Direktorin der Universitätsbibliothek der Universität Wien.

## Leben
Ilse Dosoudil kam 1941 als Tochter des kaufmännischen Angestellten Karl Dosoudil und seiner Frau Maria (geborene Culk) zur Welt. Nach der Matura im Jahr 1959 absolvierte Dosoudil eine kaufmännische Ausbildung für das Bankwesen sowie für den gehobenen wissenschaftlichen Bibliotheksdienst. Nebenberuflich verfolgte sie ein Studium der Rechtswissenschaften an der Universität Wien, welches sie im Jahr 1978 mit der Promotion zur Dr. iur. erfolgreich abschloss.
Nach einer kurzen Tätigkeit als Bankkauffrau begann Dosoudil im Jahr 1963 ihre berufliche Laufbahn als Bibliothekarin an der Universitätsbibliothek der Universität Wien. Zu Beginn in der Erwerbung und Katalogisierung tätig, übernahm sie 1982 das Fachreferat für Rechtswissenschaften und leitete die Informationsvermittlungsstelle für maschinelle Literatursuche. Ab 1987 fungierte sie als Vizedirektorin und zeichnete auch für die bibliothekarische Ausbildung verantwortlich. Im Jahr 1993 wurde Dosoudil nach öffentlicher Ausschreibung zur ersten weiblichen Direktorin der Universitätsbibliothek Wien ernannt.
Von 1993 bis 2003 war Ilse Dosoudil Vorsitzende der österreichischen Arbeitsgemeinschaft der Bibliotheksdirektoren.

## Auszeichnungen
- 2000 Große Würdigungsmedaille der Vereinigung Österreichischer Bibliothekarinnen und Bibliothekare[3]
- 1996 Würdigungsmedaille der Vereinigung Österreichischer Bibliothekarinnen und Bibliothekare[4]